# Изола (Словения)
Изола (словен. Izola, итал. Isola) — город в Словении, на побережье Адриатического моря. Население города — 10 381 человек, всей общины — 14 549 человек по данным переписи 2002 года.

## Общие сведения
Изола — один из городов тридцатикилометровой полосы словенского побережья, находится между Копером и Пираном. Округ Изола официально двуязычен, итальянский язык уравнен в правах со словенским.
Город связан прибрежным шоссе с соседними прибрежными городами, а также Хорватией и Италией. Через Копер Изола связана с Любляной и прочими крупными словенскими городами, итальянским Триестом и хорватской Истрией. Регулярное автобусное сообщение с Любляной, соседними городами Словении, Хорватии и Италии.
В городе расположен пассажирский морской вокзал, выполняются туристические рейсы в Венецию и другие города.
Основой экономики Изолы служит туризм, рыболовецкая и рыбоперерабатывающая промышленность. Город популярен среди яхтсменов и любителей виндсёрфинга.

## История
Город расположен на полуострове, который раньше был островом, а в XIX веке соединён с континентом искусственным перешейком. Название Изола происходит от романского корня со значением «остров».
Во времена Римской империи здесь находился большой порт Алиаэтум. В 1253 году Изола провозгласила независимость от Копера, однако уже в 1278 году город стала контролировать Венецианская республика. Значение Изолы как порта стало падать с начала XVI века, когда начал переживать бурное развитие соседний Триест.
После падения венецианской республики в 1797 году Изола была присоединена к Австрии. В период 1805—1813 годов город контролировали наполеоновские войска, а в 1813-м Изола снова отошла Австрии.
После Первой мировой войны Изола вместе со всем полуостровом Истрия перешла Италии, в то время как остальная Далмация вошла в состав Королевства сербов, хорватов и словенцев, позднее Королевства Югославия. После Второй мировой войны Изола стала частью Югославии. После распада последней в 1991 году город стал частью независимой Словении.

## Достопримечательности
- Площадь Manzioli (словен. Manziolijev trg) — центральная площадь города, окружённая старинными постройками.
- Здание городского магистрата — стоит на большой площади; построено в 1325 году в готическом стиле, перестроено в XVII веке в стиле барокко.
- Церковь святого Мауро — построена в XVI веке.

Одна из главных достопримечательностей Изолы — церковь св. Петра, построенная в 1175 году, — до наших дней не сохранилась. Её остатки были полностью разрушены в 1978 году.